# Дроккило, Рейно Петрович
Рейно Петрович Дроккило (фин. Reino Drockila; 1870, Пюхтяа, Выборгская губерния — 26 октября 1928) — финский социалист и журналист, типографский работник. Главный редактор гельсингфорсской газеты «Arbetaren» (рус. Рабочий).
Родился в Пюхтяа. В 1899 году помог основать Социал-демократическую партию Финляндии. Был руководителем разведывательной группы, связанной с советским полпредством, распространял нелегальную литературу. Во время Гражданской войны в Финляндии бежал в РСФСР. Жил в Москве, где был обвинён в шпионаже, приговорен к смертной казни и расстрелян 26 октября 1928 года. Похоронен на Ваганьковском кладбище. Посмертно реабилитирован 8 апреля 1993 года.